# Anna Bacherini Piattoli

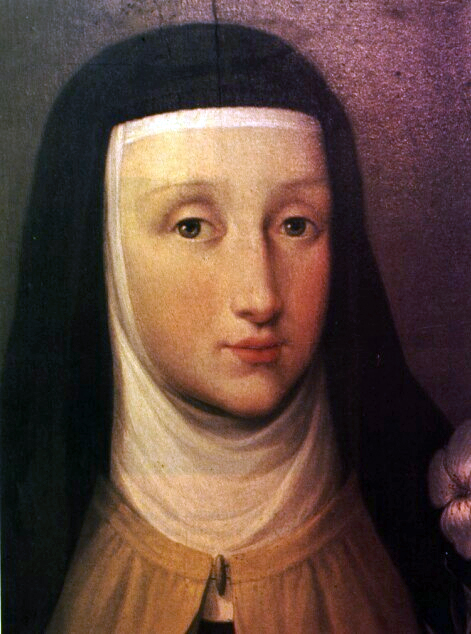
Sainte Thérèse-Margaret du Sacré-Cœur, monastère des Carmélites, Florence.

Anna Bacherini Piattoli  (Florence,1720 - 1788), est une femme peintre italienne qui a été active au XVIIIe siècle.

## Biographie
Anna Bacherini a été l'épouse de Gaetano Piattoli et la mère de Giuseppe Piattoli, tous deux peintres. Elle a été une élève de Violante Beatrice Siries.

## Œuvres
- Autoportrait, peinture à l'huile de 78,2 cm × 60 cm, Uffizi, Florence
- Portrait de Teresa de Verrazzano Nei Vai (1753),
- Jeune Homme jouant de la mandoline à une fenêtre
- Portrait de jeune abbé de la famille Franchi Di Lucca, pastel de 54,50 cm × 41,50 cm.
- Portrait de Prélat, aquarelle de 57 cm × 43 cm.
- Sainte Thérèse-Margaret du Sacré-Cœur, monastère des Carmélites, Florence.
- Portrait de Maddalena Morelli[4]